# سیروز کبدی

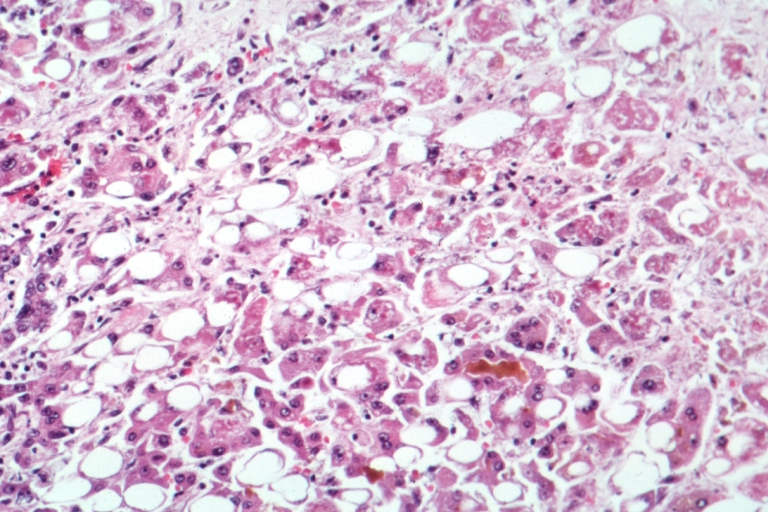
تصویر میکروسکوپی هپاتیت کبدی

'سیروز کبدی یا ' (به انگلیسی: Cirrhosis) به دلایل مختلفی نظیر مصرف طولانی مدت الکل، هپاتیت بی یا سی، کبد چرب، التهاب کبدی ناشی از مشکلات خود ایمنی بروز می‌کند و از نظر آسیب‌شناسی (پاتولوژی) خصوصیات معینی دارد که با طیفی از نمودهای بالینی مشخص همراه است. پارانشیم کبد یک ضایعه مزمن غیرقابل برگشت را نشان می‌دهد. این ضایعات ناشی از بافت‌مردگی (نکروز) سلول‌های کبدی، کلاپس شبکه حمایتی رتیکولی و بنابراین رسوب بافت همبند، تغییر شکل بستر رگ‌ها و بازسازی ندولی پارانشیم باقی‌مانده کبد هستند. این روند پاتولوژیک یک مسیر نهایی شایع در انواع بسیاری از آسیب‌های کبدی مزمن است. تظاهرات بالینی سیروز به جای اینکه نتیجه علت بیماری کبدی باشند اغلب نشان‌دهنده شدت صدمه کبدی هستند.
فیبروز (fibrosis) و تغییر شکل عروقی سبب افزایش فشار ورید پورت و عوارض آن از قبیل واریس‌های گوارشی و بزرگی طحال است. آسیت و انسفالوپاتی کبدی ناشی از بی‌کفایتی سلول‌های کبدی و فشار بالای پورت است. انواع سیروز را می‌توان بر اساس ترکیبی از علل و خصوصیات معین مورفولوژیک مانند میکروندولار و ماکروندولار تقسیم‌بندی کرد. انواع سیروز عبارتند از:
1. الکلی
2. کریپتوژنیک و متعاقب ویروسی یا پس از نکروز
3. صفراوی
4. قلبی
5. سوخت‌وسازی {ارثی و دارویی}
6. متفرقه

## بیماری الکلی کبد و سیروز
سیروز الکلی که از دیرباز به سیروز لنک معروف است شایع‌ترین سیروز در آمریکا و قسمت‌های وسیعی از اروپا است. سیروز الکلی فقط یکی از پیامدهای متعدد مصرف درازمدت الکل است و اغلب با سایر اشکال آسیب کبدی ناشی از الکل همراه است. سه ضایعه اصلی کبدی ناشی از مصرف الکل عبارتند از:
1. کبد چرب الکلی
2. هپاتیت الکلی
3. سیروز الکلی.

این طبقه‌بندی ندرتاً به تنهایی وجود دارند و خصوصیاتی از هر کدام ممکن است به درجات مختلف در یک بیمار وجود داشته باشد.

## علت‌شناسی
هر چند مصرف درازمدت الکل شایع‌ترین علت سیروز است، ولی سایر علل سیروز عبارتند از:
شایعترین علت در کشور ما ابتلا به ویروس‌های هپاتیت B و C و D بوده که البته برخی از بیماران به دلیل هپاتیت مزمن به سیروز مبتلا می‌شوند. تعدادی از بیماران به دنبال بیماری‌های ارثی مانند فیبروزکیستیک، کمبود آنزیمی به نام ۱- آلفاآنتی تریپسین، گالاکتوزومی و بیماری ذخیره‌ای گلیکوژن به سیروز مبتلا می‌شوند. دو نوع اختلال ارثی دیگر نیز می‌تواند ایجاد سیروز کند که یکی ویلسون به دلیل تجمع مس و دیگری هموکروماتوز به دلیل ذخیره آهن است. در بیماران ویلسونی مس در انساجی مانند مغز و کلیه‌ها و قرینه رسوب می‌کند. در هموکروماتوز آهن زیادی جذب می‌شود و در انساجی مانند لوزالمعده، پوست، مخاط روده، قلب، غدد داخلی و کبد رسوب می‌کند. از علل دیگر سیروز انسداد طولانی مدت مجاری صفراوی بهر دلیل است. در واقع مجاری صفراوی حامل صفرا از کبد به روده‌ها جهت هضم چربی‌ها هستند.
- در اطفال علت سیروز انسداد مادرزادی این مجاری است که به آترزی مجاری مشهور است. در این حالت باعث برگشت صفرا به کبد و آسیب کبدی می‌گردد. البته به وسیلهٔ جراحی می‌توان این مجاری را باز کرد و به بیماران کمک کرد.
- در بزرگسالان مجاری صفراوی ممکن است به دلایلی ملتهب و دچار انسداد شوند از جمله این دلایل بیماری سیروز صفراوی اولیه است. نوع دیگر سیروز صفراوی به دلیل عمل جراحی کیسه صفرا (کوله سیستکتومی) است که به دنبال آن مجرای صفراوی به دلیل عمل جراحی آسیب می‌بینند. از علل غیر شایع دیگر واکنش شدید به بعضی داروها یا مصرف طولانی مدت بعضی داروها و سموم محیطی و نیز نارسائی احتقانی قلب که باعث احتقان کبد و در نهایت سیروز می‌گردد.

## سیروز الکلی
بر اساس آمارهایی که در سال‌های ۲۰۰۳ و ۲۰۰۴ میلادی ارائه شده‌است، تنها در ایالات متحده آمریکا بیش از۹۰۰٫۰۰۰ نفر به سیروز کبدی مبتلا بوده‌اند که در حدود ۳۳٪ از این افراد به دلیل مصرف بیش از حد الکل به این بیماری دچار شده‌اند. اگرچه با قطع مصرف الکل می‌توان از پیشرفت بیماری سیروز جلوگیری کرد، ولی درمان این بیماری بسیار دشوار بوده و آسیب‌های وارد شده به کبد را نیز نمی‌توان بهبود بخشید. ." مقدار و مدت نوشیدن که برای ایجاد سیروز لازم می‌باشد معلوم نیست. بیماران الکلی مبتلا به سیروز سابقه مصرف روزانه حداقل یک پینت ویسکی، چندین کوارت، شراب یا در همین حدود آبجو را برای حداقل ۱۰ سال دارند. کنند دیده می‌شود اما با قطع مصرف الکل قابل برگشت است و به نظر نمی‌رسد که پیشساز حتمی هپاتیت الکلی یا سیروز باشد؛ و از سویی به نظر می‌رسد که هپاتیت الکلی یک ضایعه التهابی باشد.
پیش‌درآمد مهم سیروز می‌تواند ارتشاح گویچه‌های سفید در کبد و هیالن الکلی باشد. از آنجایی که بهبود با فیبروز همراه است ساختار طبیعی لوبول کبد را دگرگون می‌کند. در واقع رسوب کلاژن در فضای اطراف ونول‌ها ممکن است اولین تظاهر روندی باشد که سرانجام به سیرز منجر شود. با ادامه مصرف الکل و تخریب سلول‌های کبدی فیبروبلاستها در محل آسیب می‌بینند و ساخت کلاژن را تحریک می‌کنند. تیغه‌های پره‌مانند بافت همبند در اطراف پورت و اطراف نواحی مرکزی ظاهر می‌شوند و در نهایت باعث اتصال تریاد پورت و وریدهای مرکزی می‌شوند. این شبکه بافت همبندی ظریف توده‌های کوچکی از سلول‌های کبد باقی‌مانده را که بازسازی می‌شوند و ندول‌های کبدی را تشکیل می‌دهند. احاطه می‌کنند. اگرچه بازسازی در پارانشیم کم باقی‌مانده انجام می‌شود به‌طور کلی از دست رفتن سلول‌های کبدی بر روند بازسازی پیشی می‌گیرد. با تداوم مرگ سلول‌های کبدی و رسوب کلاژن، کبد چروکیده می‌شود. یک نمای گره‌وار پیدا می‌کند و در مرحله نهایی سیروز سخت می‌شود. هر چند سیروز الکلی معمولاً یک بیماری پیشرونده است، درمان مناسب و اجتناب کامل از مصرف الکل ممکن است روند بیماری را در اکثر مراحل متوقف کند و کارکرد کبد را بهبود بخشد.

## علائم سیروز
اغلب بیماران سیروتیک در شروع بیماری علائم مختصری دارند. دو مشکل عمده‌ای که در نهایت باعث ایجاد علائم در این‌ها می‌شود، از دست رفتن تدریجی عملکرد سلول کبدی به دلیل تخریب کبد و فیبروز (لیفی شدن) آن است. بیماران ممکن است حالاتی مانند خستگی، ضعف، ناتوانی، بی اشتهایی، تهوع یا کاهش وزن داشته باشند. با کاهش تدریجی عملکرد کبد، پروتئین کمتری در این عضو ساخته می‌شود وعلائم بیشتری بروز می‌کند؛ مثلاً کاهش ساختن آلبومین که یک پروتئین مهم خون است موجب تجمع آب در پاها و زیر پوست (ادم) می‌شود یا اینکه آب در شکم تجمع می‌یابد (آسیت). همچنین کاهش پروتئین‌های انعقاد خون ایجاد کبودی در پوست بدن و خون‌ریزی از سوراخ‌ها و مخاط‌های بدن را افزایش می‌دهد.
- در مراحل نهایی پوست ممکن است زرد شود که این دلیل رنگدانه‌های زرد صفراوی است و در بعضی افراد خارش پوست دلیل رسوب املاح صفراوی در زیر جلد است. شیوع بیشتر سنگ کیسه صفرا در این افراد به دلیل عدم وجود صفرای کافی در کیسه صفرا است.
- کبد این افراد توانائی خنثی‌سازی سموم موجود در خون را ندارد. این سموم باعث کاهش عملکرد ذهن و تغییرات شخصیتی و حتی خواب آلودگی و کما می‌شوند. ممکن است اولین علامت تجمع این سموم در مغز، بی‌توجهی به ظاهر شخصی خود، فراموشی، عدم تمرکز حواس و تغییر در عادت زمان خواب باشد (شب بی خوابی و چرت زدن روزانه) به‌طور معمول داروها توسط کبد از خون پاک می‌گردند، در بیماران سیروتیک روند پاکسازی بدن از داروها به کندی صورت می‌گیرد لذا تأثیر داروها در بدن مدت بیشتری می‌ماند و بیماران سیروتیک به عوارض جانبی داروها حساس‌تر هستند.
- از مشکلات دیگر بیماران سیروتیک پرفشاری ورید باب (افزایش فشار خون عروقی است که در کبد جریان دارند) است. به‌طور طبیعی خون از روده‌ها و طحال از طریق وریدباب وارد کبد می‌شود؛ ولی در این بیماران این جریان خون کند می‌شود و باعث بالا رفتن فشار در وریدباب می‌گردد این مسئله باعث توقف جریان طبیعی خون گردیده و باعث بزرگ شدن طحال شده از طرفی خون از عروق فرعی اطراف کبد سعی دارد به گردش خون وریدی سیتمسک فرار کند که این امر باعث می‌شود در بعضی از نواحی بدن واریس‌های متورم ایجاد شود از جمله ایجاد واریس مری و معده و ایجاد واریس مقعدی و واریس اطراف ناف.[۱]
- شیوع هموروئید در بیماران سیروتیک ربطی به بالا رفتن فشار وریدباب ندارد.

واریس مری و معده گاه خطرساز شده و منجر به خون‌ریزی می‌گردند در این صورت بیمار در معرض خطر جدی قرار گرفته و پزشک باید فوراً خون‌ریزی را بصورتی بند آورد.
- وقتی دیس فانکشن کبدی ایجاد می‌شود، بیمار دچار اختلالات عمومی می‌شود مثل خستگی زودرس، ضعف، عدم تمرکز، تب خفیف، دهان بدبو، تخریب عضلانی، از بین رفتن چربی زیر پوستی، گاهی زردی و یرقان هم دارند؛ کمبود آلبومین و اختلالات مربوط به انعقاد که ممکن است هر لحظه خون ریزی ایجاد شود. اکثر فاکتورهای انعقادی توسط کبد ساخته می‌شوند. فاکتور VIII در کبد ساخته نمی‌شود.

یک سری اختلالات مربوط به قلب و عروق هم در این بیماران ایجاد می‌شود که به دلیل مواد وازودیلاتاسیون که در داخل خون این بیماران وجود دارد یک هایپر دینامیک استیت (hyper dynamic state) پیدا کنند که در نهایت ممکن است دچار کاردیاک دیسفانکشن شوند و اختلالات ریوی هم مثل هپاتوپولموناری سندرم و اختلالات کلیوی مثل هپاتورنال سندرم هم در آن‌ها ایجاد می‌شود.
نکته: نیتریک اکساید NO که باید در داخل کبد تخریب شود، موجب دیلاتاسیون عروقی مخصوصاً عروق احشایی می‌شود که مقدار آن در داخل خون بیماران سیروزی بالا می‌رود و آسیت هم ایجاد می‌کند. در پوست بیماران سیروزی پالماراریتما ایجاد می‌شود. اسپایدرآنژیوما (برجستگی عروقی) در قسمت بالای تنه و بالای بازوها ایجاد می‌شود.

## تشخیص سیروز
پزشک اغلب از روی علائم بیمار و آزمایش به این بیماری پی می‌برد. پزشک در معاینات بالینی ممکن است در وهله اول متوجه بزرگ شدن اولیه کبد شود و یک آزمایش خون از بیمار انجام خواهد داد و این آزمایش‌ها نشان دهنده بیماری کبد خواهد بود و گاه پزشک ممکن است از بیمار سونوگرافی، سی‌تی اسکن یا اسکن ایزوتوپ از کبد و طحال به عمل آورد.
- گاه پزشک جهت تأیید تشخیص تصمیم به بیوپسی کبد از راه پوست می‌گیرد؛ که طی این عمل با کمک یک سوزن از طریق پوست وارد کبد شده و نمونه‌ای از نسج کبد گرفته می‌شود و جهت آسیب‌شناسی به آزمایشگاه فرستاده می‌شود.
- گاه به‌طور اتفاقی در حین جراحی یا انجام لاپاراسکوپی که طی آن از طریق یک لوله دوربین داخل شکم دیده می‌شود، متوجه کبد فرسوده و چروکیده فرد سیروتیک می‌شوند.

## درمان
درمان سیروز، توقف و تأخیر روند پیشرفت و به حداقل رساندن تخریب سلول‌های کبدی توقف مصرف الکل می‌تواند از پیشرفت بیماری جلوگیری کند. هپاتیت الکلی و سیروز بیماری‌های وخیمی هستند که به مراقبت بیشتر و طولانی مدت و تدابیر درمانی دقیق نیاز دارد. درمان بیماری کبدی زمینه‌ای تا حد زیادی نگهدارنده است برای عوارض خاص نظیر واریس‌های خون‌ریزی دهنده و آسیت درمان‌های ویژه ضرورت دارد. بعضی مطالعات مطرح می‌کنند که به کار بردن پردنیزون یا پردنیزولون با دوز نسبتاً زیاد برای درمان بیماران مبتلا به بیماری الکلی شدید و انسفالوپاتی ممکن است مفید باشد استفاده ار گلوکوکورتیکوئیدها در هپاتیت الکلی حاد مورد بررسی است و احتمالاً باید برای مواردی که df بیشتر از ۳۲ باشد نگه داشته شوند. در یک مطالعه طولانی مدت نشان داده شد که درمان نگهدارنده با کلشی سین پیشرفت بیماری را کند می‌کند و طول عمر بیمار الکلی کبد را افزایش می‌دهد. در صورتی که بیماری‌های کومای کبدی قریب‌الوقوع وجود نداشته باشد باید در برنامه غذایی بیمار مصرف روزانه پروتئین باید در حد معمول ۸۰–۶۰ گرم باشد؛ و در صورتی که بیمار سابقه پیدایش اختلال ذهنی اخیر داشته باشد باید تا حد ۴۰–۳۰ گرم کاهش یابد. برنامه غذایی سرشار از اسید آمینه شاخه دار را برای بیماران مستعد آنسفالوپاتی کبدی توصیه کرده‌اند اما ارزش این برنامه برای بیمارانی که سیروز جبران شده دارند به اثبات نرسیده‌است. تجویز روزانه مکمل‌های مولتی ویتامین برای بیماران مبتلا به بیماری ورنیکه کورساکوف اضافه شود. بیمار باید درک کند که دارویی وجود ندارد که بتواند کبد را علیه آثار سوء مصرف بیشتر الکل حفظ کند بنابراین الکل باید مطلقاً منع شود. بیماران باید برای شرکت در یک برنامه مشاوره‌ای ضد الکل تشویق شوند. در بیماران دچار سیروز، همه داروها به ویژه داروهایی که توسط کبد یا مجاری صفراوی دفع یا متابولیزه می‌شوند باید با احتیاط زیاد تجویز شوند. خصوصاً از مصرف داروهایی که کاربرد زیاد آن‌ها ممکن است به‌طور مستقیم یا غیرمستقیم بروز عوارض سیروز را تشدید کنند، باید اجتناب کرد. به عنوان نمونه درمان شدید آسیت با مواد مدر ممکن است اختلالات الکترولیتی یا کم‌حجمی خون ایجاد کند که امکان دارد به کما منجر شود. به‌طور مشابه حتی دوزهای نسبتاً کم داروهای آرام بخش می‌تواند به انسفالوپاتی عمیق منجر شود ضمناً ممکن است بیماران به آثار سمی استامینوفن حساس باشند. به‌ویژه هنگامی که این دارو با الکل مصرف شود می‌تواند به تجمع بیش از اندازه متابولیتهای سمی حتی در دوزهایی که در حالت عادی سمی نیستند منجر شود.
در شرایط بحرانی چاره نهائی انجام عمل جراحی شنت برای تغییر مسیر خون از وریدباب به جای دیگر است (شنت پورتوکاو) یا انجام پیوند کبد خواهد بود. اکثر بیماران سیروتیک سال‌ها سلامت زندگی می‌کنند و اگر دچار عوارض بیماری شوند معمولاً درمان می‌شوند و بعضی از آن‌ها به‌طور موفقیت‌آمیز با کبد پیوند شده زندگی می‌کنند.